# Newsies
Newsies (v anglickém originále Newsies) je americký rodinný film z roku 1992. Režisérem filmu je Kenny Ortega. Hlavní role ve filmu ztvárnili Christian Bale, David Moscow, Bill Pullman, Robert Duvall a Ann-Margret.

## Obsazení
| Christian Bale | Jack Kelly/Francis Sullivan |
| David Moscow   | David Jacobs                |
| Bill Pullman   | Bryant Denton               |
| Robert Duvall  | Joseph Pulitzer             |
| Ann-Margret    | Medda Larkson               |
| Luke Edwards   | Les Jacobs                  |
| Ele Keats      | Sarah Jacobs                |
| Aaron Lohr     | Mush Meyers                 |
| Jeffrey DeMunn | Mayer Jacobs                |